# Старе Окніни
Старе Окніни (пол. Stare Okniny) — село в Польщі, у гміні Вішнев Седлецького повіту Мазовецького воєводства.
Населення — 486 осіб (2011).
У 1975-1998 роках село належало до Седлецького воєводства.

## Демографія
Демографічна структура станом на 31 березня 2011 року:
|          | Загалом | Допрацездатний вік | Працездатний вік | Постпрацездатний вік |
| -------- | ------- | ------------------ | ---------------- | -------------------- |
| Чоловіки | 249     | 73                 | 157              | 19                   |
| Жінки    | 237     | 76                 | 121              | 40                   |
| Разом    | 486     | 149                | 278              | 59                   |